# Intersurgical
Intersurgical ist ein High-Tech-Unternehmen mit Sitz in Wokingham, Berkshire, Großbritannien. Das 1982 gegründete Unternehmen unterhält Tochtergesellschaften in 13 verschiedenen Ländern. Derzeit hat „Intersurgical“ die Zweiggesellschaften in den Vereinigten Staaten, Großbritannien, Deutschland, Frankreich, Italien, Spanien, den Niederlanden, der Tschechischen Republik, Litauen, Russland, Südafrika, Japan, in den Philippinen.  Der Hersteller medizinischer Atemgeräte hat seine Basis in Liechtenstein.

## Geschäftsbereiche
- Airway-Management:  Produkte vom Y-Stück des Beatmungs-Systems bis zum Atemweg des Patienten (i-gel supraglottische Atemhilfe,  Larynx-Masken, InTube Endotracheal-Tuben,  Guedel-Tuben; Airway-Zubehör:    Laryngoskop-Spatel; Patientenverbinder: Winkeladapter,   Gänsegurgeln)
- Anästhesie:  Anästhesie-Beatmungs-Systeme, Masken, Atemkalk, Zubehör und Produkte für die Reanimation
- Critical Care: Produkte für die Intensivbeatmung, Peep-Ventile, Zubehör und Adaptionslösungen
- Sauerstoff- und Aerosoltherapie:   Programm für die variable und fest eingestellte Sauerstoff-Konzentration, Aerosol- und Vernebler-Therapie.[3]

Intersurgical unterstützt Interplast Germany e.V., einen gemeinnützigen Verein für kostenlose plastische Chirurgie in Entwicklungsländern.

## Intersurgical Medical Device
Der Bau eines 9 Millionen britische Pfund schweren Projekts Intersurgical Medical Device (Changzhou) im Bio-Pharmaceutical Industrial Park des CND ist geplant. Es handelt sich um Intersurgicals ersten Produktionsstandort in der Volksrepublik China. Geplant ist die Produktion verschiedener Geräte für das Atemwegsmanagement, die Bereiche Anästhesie und Intensivpflege sowie für die Sauerstoff- und Aerosoltherapie.

## UAB Intersurgical
Uždaroji akcinė bendrovė „Intersurgical“ ist das nach Mitarbeiterzahl größte High-Tech-Unternehmen in Litauen, Mitglied des Konzerns Intersurgical. Die Produktion ist verschiedene Geräte für das Atemwegsmanagement, die Bereiche Anästhesie und Intensivpflege sowie für die Sauerstoff- und Aerosoltherapie. Das Unternehmen gehört dem britischen Mutterunternehmen. Das litauische Unternehmen hat seinen Sitz in der Stadt Pabradė, Rajongemeinde Švenčionys. 2012 erzielte das Unternehmen einen Umsatz von 220 Mio. Litas und 2013 einen Umsatz von 245 Mio. Litas (71 Mio. Euro).

### Geschichte
1994 wurde die UAB „Intersurgical“ registriert. Von 2007 bis 2013 verwirklichte das Unternehmen ein Projekt für die Steigerung der Produktivität („Verslo produktyvumo didinimas ir aplinkos verslui gerinimas“) als Teil des Programms „Lyderis LT“ im Wert von 29,9 Mio. Lt (9 Mio. Euro), 50 Proz. wurden vom Europäischen Fonds für regionale Entwicklung finanziert.
Bis 2015 plant man Investitionen von 10 Mio. Euro (davon 4 Mio. Euro von EU-Programmen). In 18 Jahren investierte man 300 Mio. Litas (90 Mio. Euro). 99 Prozent der Produktion wird nach mehr als 100 Länder exportiert, 60 % nach Großbritannien. Ein neues Betriebswerk wird in Alytus geplant.

### Mitarbeiter
2013 gab es über 1500 Mitarbeiter.  Sie stammen überwiegend aus den ehemaligen Unternehmen wie „Sigma“, „Venta“, „Snaigė“. UAB „Intersurgical“  beschäftigt derzeit 1.682 Mitarbeiter (Stand 2014).  580 Mitarbeiter leben in Pabradė, andere werden täglich mit den Unternehmensbussen aus Švenčionys, Švenčionėliai, Molėtai und Vilnius transportiert.  Das Unternehmen hat eigenes Arbeiter-Schulungs- und Ausbildungszentrum für neue Mitarbeiter und derer Weiterbildung. Da die Erweiterung des Unternehmens vorgesehen ist, zielt das Unternehmen darauf ab,  die Arbeitskräfte bereitzustellen. Dazu fördert man eine breite Palette von sozialen Maßnahmen in der Rajongemeinde Švenčionys, vor allem in Pabradė: Unterstützung von Bildungs- und Kultureinrichtungen, die Kirche in der Region laufende Veranstaltungen, Aktionen, sportliche Aktivitäten.
2010 wurde der Generaldirektor Sigitas Žvirblis von der litauischen Präsidentin Dalia Grybauskaitė als Jahresmanager  („Metų vadybininkas“) wegen der Aktivitäten in der litauischen Kleinstadt und Peripherie beim Wettbewerb der Wochenschrift „Veidas“ ausgezeichnet.
2016 gab es fast 2.000 Mitarbeiter.

## Qualitätssicherung
Intersurgical Ltd. ist zertifiziert nach ISO 14001: 2004. Alle Intersurgical-Produkte entsprechen den Anforderungen der relevanten BS, ISO und EN Qualitäts-Standards. In Übereinstimmung mit ISO 9001:2000, ISO 13485 und Annex II des MDD sind alle  Produkte CE-gekennzeichnet.
Intersurgical war das erste Unternehmen, das PVC-freie Anästhesie- und Atemwegsprodukte auf weltweiter Ebene vertreibt, die neben der menschlichen Gesundheit auch die Umwelt begünstigen.

## Struktur
- Vereinigte Staaten: Intersurgical Inc., Liverpool NY
- Spanien: Intersurgical S.L., Plasencia, Móstoles, Madrid
- Frankreich: Fontenay-sous-Bois, Intersurgical Sarl.
- Deutschland: Sankt Augustin, Intersurgical GmbH
- Litauen: Pabradė, UAB Intersurgical
- Russland: Moskau, Russland
- Tschechien: Intersurgical SRO, Prag
- andere